# Cascate del Bucamante
Le cascate del Bucamante sono cascate nel comune di Serramazzoni (località Granarolo), nel verde Appennino modenese, naturalmente custodite in un folto bosco di latifoglie, raggiungibili seguendo due sentieri alternativi, denominati Titiro e Odina, per via di una leggenda antica locale.

## Caratteristiche
La cascata è formata da un affluente del torrente Tiepido, in prossimità della località di Serola. Le sorgenti del Rio Bucamante derivano dalle colline del comune di Serramazzoni. Il corso del torrente si forma nella gola fra il monte di Monfestino a ovest e il monte Corazzano a est. Un territorio calcareo consente la deposizione nelle acque di concrezioni di Carbonato di calcio che, col tempo si trasformano in Travertino. Nelle quattro cascate grandi e nelle cascatelle si formano anche stalattiti (in alcune sono ben evidenti). Lungo il percorso dell'acqua si notano tracce di un'antica cava di travertino.
Nel 2003 si è scoperta una nuova cascata, nascosta da una fittissima vegetazione, subito denominata "la Muschiosa". Nella parte sommitale di essa sono presenti due ulteriori cascatelle con numerose vaschette naturali, dette "le Travertine", costituite dal costante scorrere dell'acqua e dal deposito calcareo.
Fa parte del Consorzio della bonifica Burana e del Consorzio di bonifica dell'Emilia Centrale.

### Flora e fauna
La flora e la fauna in corrispondenza delle cascate è tipica della macchia mediterranea.
Da un'attenta analisi della zona geografica locale, il particolare microclima favorisce una variegata presenza biologica di specie di orchidee, di peonie, di una forma selvatica del  Pisum sativum, del geranio nodoso, dell’edera e di piante arbustive come la vitalba che rende con le sue liane ancor più impenetrabile la boscaglia. La vegetazione autoctona è costituita in buona parte da carpini, da aceri, da cerri, da cornioli, maggiociondoli e quercioli.
A queste presenze botaniche vanno aggiunte le numerose specie zoologiche appartenenti ad insetti, anfibi, pesci (soprattutto Ciprinidi), rettili, uccelli e piccoli mammiferi.
Le cascate del Bucamante sono inserite nella rete dei Parchi Emilia Centrale (2018) della Regione Emilia-Romagna.

## Storia
In tempi remoti, di certo, intorno al fitto bosco di faggi e lupi, flora e fauna tipica nonantolana, ai piedi del monte Cornazzano, sorgeva l'antico borgo di Rubbiara (Rubbiarum). Tale nome risalirebbe da un antico rubino che, probabilmente, fungeva da oggetto magico da venerate nei periodi di carestia, appartenuto dapprima a signori di Balugola e successivamente, insieme ai signori del bucchink (tutt'oggi rimangono l'antico borgo medievale, il castello e la chiesa), alla cosiddetta "corte di Nonantolino" e infine alla famiglia dei Contrari.
A quell'epoca le acque del rio Bucchino dovettero essere più abbondanti e frequenti, tanto da favorire la costruzione di vari mulini e acquedotti per servire i borghi locali, come testimoniano i nomi di toponimi: è il caso di Riccò Vecchio, anticamente denominato Ricovium, per via dell'esistenza di un rifugio destinato ai viandanti in pellegrinaggio verso Roma.

## La leggenda
Sulle origini del nome della cascata c'è la leggenda di una giovane coppia di amanti, passata alla storia con la denominazione del "Buco degli Amanti" (in dialetto, Busamante).
Alla corte di Monfestino viveva una nobile dama di nome Odina, di appena 17 anni di età, bionda e splendida, passeggiava solitamente per i boschi accompagnata dalla domestica. In una di queste passeggiate incontrò il pastore Titiro, bello come un angelo. I due si innamorarono, continuando a incontrarsi in segreto. Finché un giorno la domestica rivelò la relazione amorosa ai genitori di Odina, re Guidobaldo e la moglie Elvira, che decisero di rinchiudere la figlia nel castello. Odina fuggì da quella prigione familiare, correndo senza sosta da Titiro. Iniziate le ricerche degli amanti, le voci dei domestici tra gli alberi vicino al loro nascondiglio, fecero capire ai due innamorati l'impossibilità di una vita in comune. Presero la decisione di abbracciarsi per l'ultima volta gettandosi nella cascata, uniti per l'eternità. Nella caduta, il peso dei loro corpi fece sprofondare il terreno sotto la cascata. Da qui nacque la leggenda che quella voragine fosse la "buca degli Amanti" di Odina e Titiro.

## Gli itinerari
Provenendo dalla Nuova Estense, uscita per Pazzano (zona che ispirò il poeta Guido Cavani), da Granarolo si risale il sentiero lungo il torrente.
Oppure da Cornazzano, si scendono i sentieri dall'alto delle Vaschette e della Muschiosa. Un altro percorso, in mezzo al bosco, parte da Monfestino. Il percorso del Rio Bucamante ha bisogno di essere curato, con una regolare e costante manutenzione. Questo è possibile grazie all'operosa e amorevole cura di alcuni volontari.
I due itinerari si possono visitare a piedi (trekking), scendendo dall'ex-colonia montana di Monfestino, sita nei boschi del monte Ravaglia, oppure, risalendo da Granarolo, località raggiungibili da Serramazzoni. Una volta raggiunte le rovine di un settecentesco edificio, nei pressi dell'antico borgo di Serola di Sotto, si tralascia la carrareccia e si prende un sentiero che passa attraverso un campo di farfaraccio ed altre piante igrofile, finché si arriva alla base della prima cascata. Le cascate sono disposte in corrispondenza di alcune discontinuità litologiche, che caratterizzano il versante. La più imponente è quella basale ed ha un'altezza di circa 18 m. Risalendo verso monte il torrente, si arriva ad un secondo gradino nel versante, responsabile della formazione d'altre due cascate, con un'altezza complessiva di 12 m circa. In corrispondenza delle cascate, nell'alveo affiorano alcuni grossi strati rocciosi più resistenti, calcareo-marnosi, del Flysch di Monte Cassio, che in questa zona sono disposti secondo giacitura a reggipoggio.